# Tosktjärnen (Sorsele socken, Lappland)
Tosktjärnen är en sjö i Sorsele kommun i Lappland och ingår i Umeälvens huvudavrinningsområde. Sjön har en area på 0,0627 kvadratkilometer och ligger 334,9 meter över havet.

## Delavrinningsområde
Tosktjärnen ingår i det delavrinningsområde (724522-158994) som SMHI kallar för Utloppet av Rågoselet. Medelhöjden är 333 meter över havet och ytan är 25,82 kvadratkilometer. Räknas de 416 avrinningsområdena uppströms in blir den ackumulerade arean 6 735,22 kvadratkilometer. Vindelälven som avvattnar avrinningsområdet har biflödesordning 2, vilket innebär att vattnet flödar genom totalt 2 vattendrag innan det når havet efter 270 kilometer. Avrinningsområdet består mestadels av skog (55 procent) och sankmarker (14 procent). Avrinningsområdet har 4,53 kvadratkilometer vattenytor vilket ger det en sjöprocent på 17,5 procent.